# Pycnospatha
Pycnospatha é um género botânico pertencente à família Araceae.